# Melanconium hederae
Melanconium hederae är en svampart som beskrevs av Preuss 1851. Melanconium hederae ingår i släktet Melanconium och familjen Melanconidaceae.   Inga underarter finns listade i Catalogue of Life.